# Jungle Hunt
Jungle Hunt è un videogioco d'azione arcade del 1982, sviluppato da Taito, nel quale un esploratore deve attraversare la giungla per salvare una donna dai cannibali.
Inizialmente venne pubblicato in Giappone come Jungle King (ジャングルキング?, Jiyanguru Kingu), e aveva come protagonista un'imitazione di Tarzan. Dopo qualche tempo dalla pubblicazione in America, per motivi di copyright, Taito fu costretta a effettuare modifiche alla versione occidentale, in particolare rimuovere l'urlo iniziale di Tarzan e cambiare lo sprite principale con quello dell'esploratore. Una versione con il titolo modificato in Jungle Hunt, ma mantenendo le caratteristiche di Tarzan, uscì solo in Brasile.
Il gioco venne convertito nel 1983-1984 da Atari per diversi home computer e console, sempre con l'esploratore come protagonista. Apparve anche per piattaforme più moderne nella raccolta di emulazioni Taito Legends.
Un altro videogioco chiamato Pirate Pete, sempre di Taito, replica le stesse dinamiche di Jungle Hunt.

## Modalità di gioco
Jungle Hunt si svolge su quattro livelli con meccanica di gioco diversa, che si ripetono ciclicamente: quando si finisce l'ultimo si ricomincia dal primo ma con difficoltà maggiore. La visuale è di profilo e a scorrimento orizzontale, da destra verso sinistra.
1. La giungla: il giocatore deve superare la giungla balzando di liana in liana fino a raggiungere il fiume. Le liane oscillano in continuazione e la difficoltà consiste nel saltare al momento giusto.
2. Il fiume: bisogna arrivare nuotando fino all'altra sponda evitando i coccodrilli. Si possono anche colpire al ventre i coccodrilli con un coltello per aumentare il punteggio. Il personaggio deve ogni tanto risalire in superficie per prendere ossigeno. In acqua bisogna anche fare attenzione alle bolle che salgono dal basso verso l'alto: esse fanno rallentare il personaggio o, quel che è peggio, possono sospingerlo verso i coccodrilli.
3. La montagna: bisogna arrivare in cima camminando lungo un pendio e saltando o passando sotto ai massi che rotolano e rimbalzano.
4. Gli indigeni: bisogna evitare due cannibali armati di lancia. Possono essere saltati solo quando non hanno la lancia sollevata. In fondo allo schermo attende la donna, legata a una liana che va su e giù al di sopra di un pentolone bollente; per salvarla bisogna saltare al momento giusto.

Oltre a evitare i vari ostacoli, il giocatore deve completare ogni livello entro un limite di tempo.
Quando si riprenderà dal primo livello, un ulteriore pericolo è dato dalle scimmie che si trovano appollaiate su alcune liane: bisogna aspettare che esse lascino una parte libera delle liane per poi balzare su queste.